# Guillermo Enrique Zúñiga
Guillermo Enrique Zúñiga (Cartagena de Indias, Bolívar, 10 de octubre de 1998) es un beisbolista colombiano que juega como lanzador, se convirtió en el pelotero colombiano número 31 en debutar en Grandes Ligas.

## Carrera en la MLB

### Bravos de Atlanta (Ligas Menores)
Guillermo Zúñiga fue firmado como agente libre el 2 de julio de 2016 por Atlanta, con esta organización estuvo en la temporada 2016 y 2017 en las ligas Dominican Summer League y Gulf Coast League.
En la DSL registró marca de una victoria sin derrotas en cinco juegos como relevista, con promedio de carreras limpias de 2.61 en 10.1 entradas, en cambio en la GCL no registró victoria con tres derrotas en ocho juego, seis de ellos como abridor para un promedio de carreras limpias de 5.59 en 19.1 entradas.
Zúñiga fue liberado y declarado agente libre el 21 de noviembre de 2017 debido a violaciones de políticas de firmas internacionales por parte del Gerente General, John Coppolella.

### Dodgers de Los Angeles (Ligas Menores)
Zúñiga fue firmado por la organización de los Dodgers el 6 de diciembre de 2017, con esta organización jugó las temporadas 2018 (Arizona Fall League), 2019 (Clase A y Clase A Avanzada), 2021 (Doble A) y 2022 (Doble A).
En la AZL ganó tres juego y perdió uno con efectividad de 3.86 en 12 juegos en 37.1 entradas donde registró 41 ponches. En 33 juegos entre Clase A y Clase A Avanzada estuvo en 33 juegos con record de 4 victorias y 3 derrotas con efectividad de 4.08 con 81 ponches.
En Doble A tuvo record de 11 ganados y 6 perdidos en 73 juegos donde lanzó 70 entradas con 15 salvamentos y 115 ponches.

### Cardenales de San Luis
El 6 de diciembre de 2022 firma con los Cardenales, el 2 de mayo de 2023 es subido al equipo principal y ese mismo día debuta frente a los Angelinos de Los Angeles en una entrada ponchó a dos bateadores.

### Angelinos de Los Angeles
El 7 de febrero de 2024 es adquirido por los Angelinos a cambio de dinero.
Zúñiga queda en el roster principal para el inicio de la temporada 2024. Zúñiga es liberado tras finalizar la temporada.

### Phillies de Philadelphia
Zúñiga firma con los Phillies.

## Números usados en las Grandes Ligas
- 60 St. Louis Cardinals (2023)
- 49 Los Angeles Angels (2024)

## Estadísticas en Grandes Ligas
Estas son las estadísticas en Grandes Ligas.
| Año   | Equipo              | Liga | Juegos | W | L | W-L | ERA  | SV | K  |
| ----- | ------------------- | ---- | ------ | - | - | --- | ---- | -- | -- |
| 2023  | St. Louis Cardinals | NL   | 2      | 0 | 0 |     | 0.00 | 0  | 4  |
| 2024  | Los Angeles Angels  | AL   | 15     | 0 | 0 |     | 5.09 | 2  | 12 |
| TOTAL |                     |      | 17     | 0 | 0 |     | 0.00 | 2  | 16 |

## Ligas Invernales
Equipos en los que actuó por las diferentes Ligas Invernales.
| Equipo              | Liga                                   | País                | Temporada |
| ------------------- | -------------------------------------- | ------------------- | --------- |
| Tigres de Cartagena | Liga Profesional de Béisbol Colombiano | Bandera de Colombia | 2022-23   |
| Tigres de Cartagena | Liga Profesional de Béisbol Colombiano | Bandera de Colombia | 2024-25   |